# Kreisgericht Molėtai
Das Kreisgericht Molėtai (lit. Molėtų rajono apylinkės teismas) ist ein Kreisgericht mit drei Richtern in Litauen. Das zuständige Territorium ist die Rajongemeinde Molėtai. Das Gericht der 2. Instanz ist das Bezirksgericht Panevėžys. Im Gericht arbeiten drei Gerichtsverhandlungssekretärinnen, eine Richtergehilfin, eine Büroleiterin, eine Gerichtsfinanzistin, eine Sekretärin der Gerichtsverwaltung, eine Bürospezialistin, ein Archivar, ein Informatiker, drei Raumpflegerinnen und ein Leiter der Haushaltsabteilung.
Adresse: Vilniaus g. 41, LT-33101 Molėtai.

## Richter
- Gerichtspräsidentin: Roma Rimkienė